# フランツ・ヴィルヘルム・ユングフーン

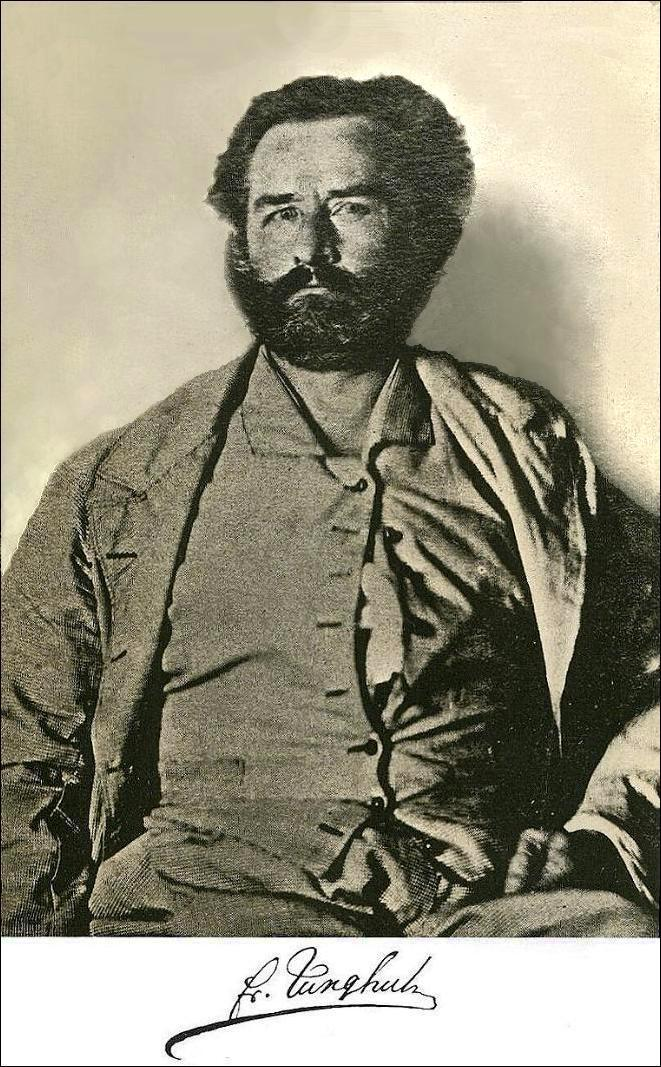
フリードリヒ・フランツ・ヴィルヘルム・ユングフーン

フリードリヒ・フランツ・ヴィルヘルム・ユングフーン（Friedrich Franz Wilhelm Junghuhn、1809年10月26日 - 1864年4月24日）はドイツ生まれのオランダの植物学者、地質学者である。

## 略歴
マンスフェルトで生まれた。父親は床屋医者であった。ハレ大学、ベルリン大学で医学を在学中に学び、在学中にキノコに関する論文を書いた。在学中にうつ病にかかり、自殺を試み、名誉のために決闘を行い、相手はその傷がもとで死亡した。ユングフーンは姿をくらまして陸軍の軍医になったが、発見され、10年間の禁固刑を言い渡された。1833年の8月に脱走し、北アフリカのフランスの外人部隊に所属するが、健康の問題で解雇された。パリでオランダの植物学者、クリスティアーン・ヘンドリク・ペルズーンと知り合い、オランダ植民地軍の軍医としてオランダ領東インドに行く事を勧められ、ユングフーンはその助言に従った。1835年の夏にヨーロッパを発ち、ジャカルタに10月に到着した。
ジャワ島に住み、地形や民族学を研究し、1837年にバンドゥンの南の直径500mの火山クレーター湖、カワプティ・クレーター（Kawah Putih crater）を発見した。多くの科学探検の成果や、その分析を発表した。ジャワ島の火山に関する研究を行い、"Bijdragen tot de geschiedenis der vulkanen in den Indischen Archipel" (「インド諸島の火山の歴史試論」1843)を出版した。1845年の著書、"Die Topographischen und Naturwissenschaftlichen Reisen durch Java"（「ジャワの地形学と科学的調査旅行」）やスマトラ島の最初の民俗学、地形学の研究書である、"Die Bättalander auf Sumatra"を執筆した。
1849年に健康上の理由でオランダに戻り、1850年に結婚し、息子が生まれた。オランダ滞在中に1850年から4巻の"Java, deszelfs gedaante, bekleeding en inwendige struktuur"（「ジャワ、その地形、植生、地質構造」）を執筆し、これはドイツ語に翻訳された。熱心な博愛主義、社会主義者であった。1853年から1855年の間に、オランダで自由主義的な文書"Lichten Schaduwbeelden uit de Binnenlanden van Java"（「ジャワ内部の光と影」）を発表した。植民地での社会主義を擁護し、ジャワの人々をキリスト教やイスラム教に改宗させることを厳しく批判した。汎神論を擁護するこの書籍はオーストリアなどで出版禁止となった。
健康が回復すると1855年にジャワに戻り、植物学とその実用面への興味をもった。マラリアの治療におけるキナノキの効果に関してボイテンゾルグの植物園の園芸家、ヨハネス・エリアス・テイスマン（Johannes Elias Teijsmann）やユストゥス・カール・ハッスカール（J.C. Hasskarl）と厳しい論争と論争を行った。この論争は公開や"Het Natuurkundig Genootschap"紙上の公開書簡で行われ、ユングフーンの監督で、ジャワで大規模なキナノキの栽培が行われた。
ヘゴ科 の種、Cyathea junghuhniana や ウツボカズラ科の種、Nepenthes junghuhniiなどに献名されている。 

## ユングフーンの絵

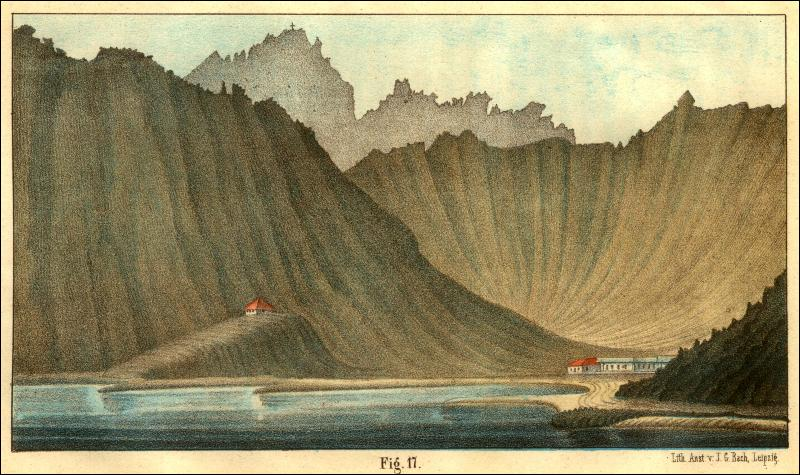
Gulf of Aden
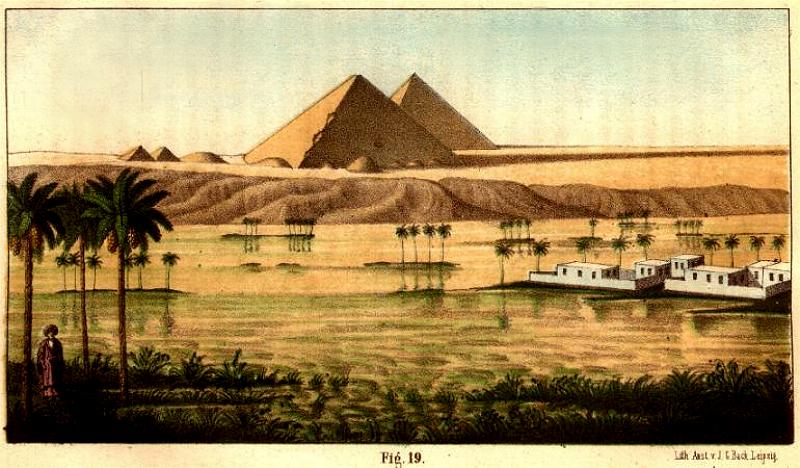
Giza Necropolis of Giza
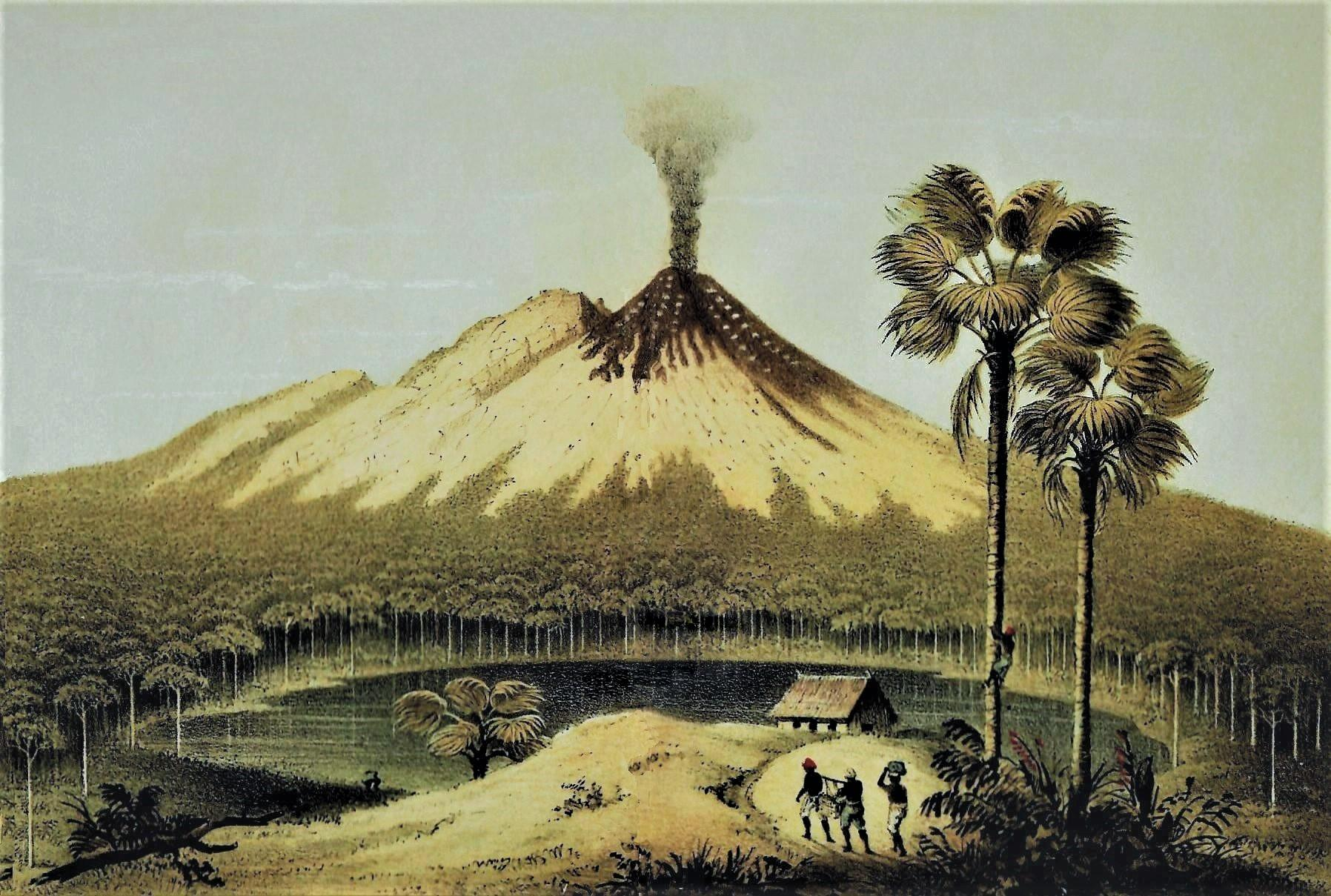
Mount Lamongan
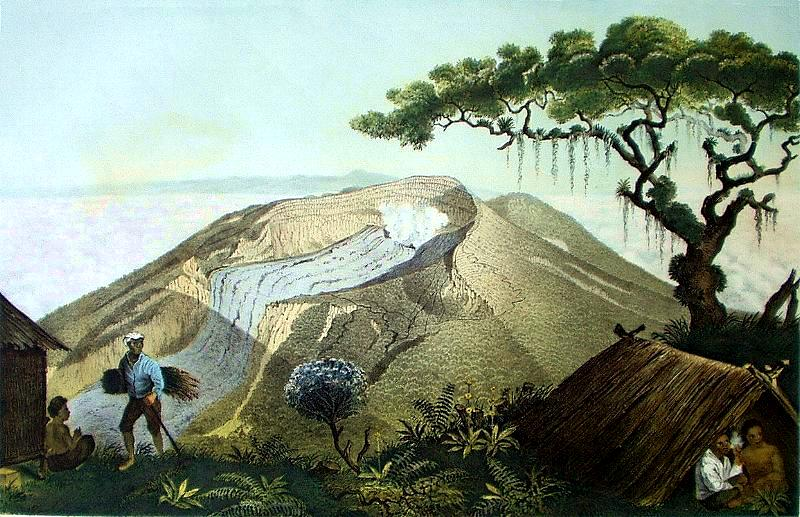
Mount Gede
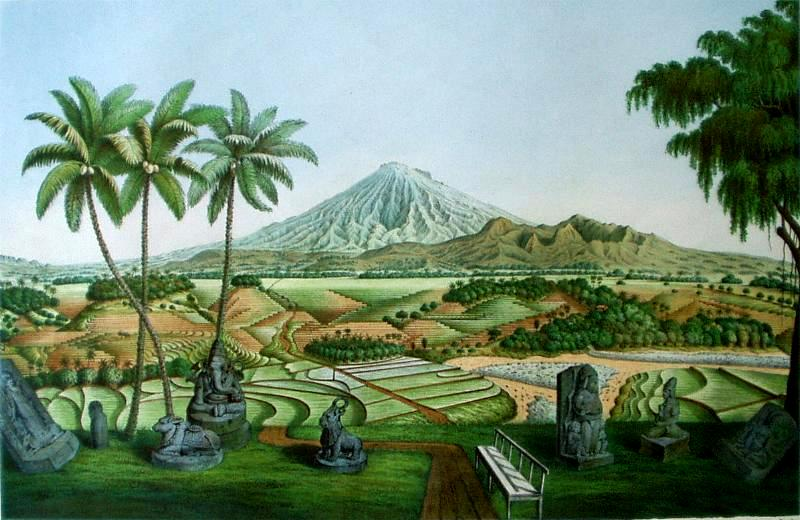
Mount Sumbing

## 関連書籍
- Franz Junghuhn. Biographische Beiträge zur 100. Wiederkehr seines Geburtstages, ed. Max. C.P. Schmidt, Leipzig: Dürr'schen Buchhandlung, 1909.
- F. Junghuhn. Gedenkboek 1809-1909, De Junghuhn-Commissie, 's-Gravenhage: Martinus Nijhoff, 1910.
- Java's onuitputtelijke natuur. Reisverhalen, tekeningen en fotografieën van Franz Wilhelm Junghuhn, ed. Rob Nieuwenhuys and Frits Jaquet, Alphen aan den Rijn: A.W. Stijthof, 1980.

ユングフーンの生涯をもとにした小説 C.W. Wormser, Frans Junghuhn, Deventer: W. van Hoeve, 1942.